# Sphaerotherium digitale
Sphaerotherium digitale är en mångfotingart som beskrevs av Henri Saussure och Leo Zehntner 1897. Sphaerotherium digitale ingår i släktet Sphaerotherium och familjen Sphaerotheriidae. Inga underarter finns listade i Catalogue of Life.